# Motore di ricerca distribuito
Un motore di ricerca distribuito è un motore di ricerca i cui sistemi di analisi dei dati (data mining), di indicizzazione (indexing) o elaborazione delle interrogazioni (query processing) sono distribuiti su un insieme di elaboratori indipendenti e di pari livello (peer) relazionati tra loro in modo che non ci sia alcun computer centrale. 
In un motore di ricerca distribuito, le informazioni di indicizzazione relative ai siti sono pertanto frazionate e residenti nel singoli elaboratori (o peer).